# Martin Štoll
Martin Štoll (* 15. července 1973, Praha) je český režisér, scenárista, kameraman a dramaturg dokumentárních filmů, dále teoretik filmu a médií, pedagog a nakladatel.

## Biografie
Absolvoval FAMU (MgA., 1997; Ph.D. 2001) jako žák Jana Špáty. Vyučoval zde (1997–2003), pak pracoval jako dramaturg (resp. vedoucí dramaturg) Centra publicistiky a dokumentaristiky v České televizi (1999–2008). Dále působil (2004-2013) na Literární akademii (Soukromé vysoké škole Josefa Škvoreckého) v Praze, kde zastával různé pozice (prorektor 2006–2010; rektor 2010–2013). Docentem byl jmenován na Fakultě filmové a televizní Vysoké školy múzických umění v Bratislavě (2007), kde také vyučoval v Ateliéru dokumentárnej tvorby (2013-2016). Hlavním úvazkem pracuje na Institutu komunikačních studií a žurnalistiky Fakulty sociálních věd Univerzity Karlovy (od 2009, int. 2014), kde je vedoucím Katedry mediálních studií (od 2019), garantem oborů Mediální studia a Komunikační studia a členem oborové rady doktorského studia.[zdroj?]
18. května 2017 byl prezidentem Andrejem Kiskou v Bratislavě jmenován profesorem v oboru Filmové umění a multimédia. Protože od roku 2015 Česká republika přestala automaticky uznávat slovenské akademické tituly docent a profesor, absolvoval nové jmenovací řízení na Divadelní fakultě Janáčkovy akademie múzických umění v Brně v oboru Dramatická umění.[zdroj?] Českým profesorem ho 12. prosince 2023 jmenoval prezident Petr Pavel.
Bývá členem porot mezinárodních festivalů (Academiafilm, Tourfilm, ArtsFilm) i národních přehlídek (Český videosalon), založil s Jiřím Flídrem festival dokumentárních filmů se sociální tematikou NADOTEK Ústí nad Orlicí, jehož byl programovým ředitelem (2001-2012). Zastupoval Českou republiku na mnohých odborných sympoziích (např. na Documentary Film Sympozium Riga, 1999, 2001, 2003; Discovery Channel Symposium Berlin, 2002), konferencích (European Quality TV Without Frontiers? Amsterdam, 2002; Meeting EBU na Sunny Side of the Doc Marseille, 2002; NECS: Archive for Futures, Lodž, 2015; IAMCR: Inhabiting the Planet, Lyon, 2023) a festivalech (mj. Kurzfilm Woche Regensburg, 1996). Podílel se na programové náplni bilanční přehlídky česko-slovenského dokumentárního filmu na Cine du Réel v Paříži (2002), na výběru filmů do Visegrád Documentary Library (2003) nebo na katalogu o českém filmu pro českou expozici na světové výstavě Aichi (2005). Byl hlavním autorem a garantem mezinárodní konference Autor-vize-meze-televize (2013). Vedle pedagogických pobytů v zahraničí (Glasgow, 2002, 2019; Jyväskylä, 2009, 2012, 2014, 2015; Bratislava, 2012; Krakov, 2013, Lodž, 2016, Nitra 2018) absolvoval také soukromou stáž v Museum of Television and Radio v New Yorku (2000). Byl členem České konference rektorů (2010–2013), členem oborové rady doktorského studia na katedře kulturologie (FF UK v Praze 2009-2013) a členem Vědecké a umělecké rady na Filmové a televizní fakultě VŠMU v Bratislavě (2012-2014, od 2018). Nyní je členem profesních sdružení European Documentary Network (Dánsko), European Association of Creative Writing Programmes (EACWP, Španělsko), ARAS, Asociace emeritních rektorů.[zdroj?]

## Filmy a publikace
Pro Českou televizi natočil 58 dokumentárních filmů ze sociální oblasti (OKO - Kdo si hraje, nezlobí, 1995; Balet, 1997; Jak se žije sestřičkám, 1997; Nás se bojí Zubatá, 2010), ze světa architektury, výtvarného nebo dramatického umění (Deset století architektury: Helfštýn, Libochovice, Doudleby nad Orlicí, vše 2001; August Renoir: Milenci, 2001; Pomník inteligenci aneb příběh 13. pražského mostu, 2012), řadu portrétů (Genus - Miloš Kirschner, 1995; Genus - Radovan Lukavský, 1996; Kdo je Ljuba Fuchsová - Aby nám nebe na hlavu nespadlo, 1998; GEN - Zdeněk Sternberg, 2017; GEN - Blanka Říhová, 2017; GEN - Josef Michl, 2018; GEN - Charlotta Kotíková, 2018; GEN - Dana Zátopková, 2018; jako spolurežisér s Lubomírem Hlavsou Štreit - fotografuji, tedy jsem, 2024) nebo dokumentárních esejů (Má Malá Skála, 1997; Sbírka zapadlých vlastenců, 1998). Realizoval i několik cestopisných snímků (Irsko: Konec Evropy, 1999), na sérii o pobaltských republikách (Lotyšská píseň, Litevská naděje, Estonský oheň, vše 1999) spolupracoval se svým bratrem, baltistou Pavlem Štollem. Četné byly i jeho filmy popularizující vědu či její osobnosti (Diagnóza: Agorafobie - Most ke svobodě, 2001; Vizionář televize Jaroslav Šafránek, 2010; Cesta na Vostok, 2011), jeho nejrozsáhlejším projektem byl dvanáctidílný seriál Praha jeviště vědy (2000), který vytvořil se svým otcem, fyzikem a popularizátorem vědy Ivanem Štollem.[zdroj?]
Spolupracoval i na filmech kolegů jako asistent (Láska, kterou opouštím, režie Jan Špáta, 1998), spoluautor scénáře (Obrazy slova a svědomí, režie Petr Jančárek, 2007) nebo kameraman (Kočky, režie Theodora Remundová, 1999). Jako dramaturg se podílel na více než 150 snímcích (zejm. Rudolf Adler, Petr Bok, Alena Činčerová, Petr Kaňka, Pavel Koutecký, Jiří Krejčík, Tomáš Kudrna, Ladislav Moulis, Marián Polák, Petr Slavík, Olga Sommerová, Jan Šikl, Jaromír Štětina, Pavel Štingl, Helena Třeštíková), na několika distribučních dokumentech (mj. Občan Havel jede na dovolenou, režie Jan Novák, 2005; Půl čtvrté, režie Tomáš Hodan, 2006; Rozpomínání, režie Ivan Vojnár, 2006; René, režie Helena Třeštíková, 2008; Mlčeti zlato, režie Tomáš Kudrna, 2010), inicioval projekt Velká voda o povodních v Praze a byl garantem dokumentárních částí projektu Největší Čech (2005).[zdroj?]
Jde o autora desítek článků a odborných studií, také řady publikací týkajících se dokumentárního filmu (Okamžiky radosti, spolu s Janem Špátou, 2002; Praha dokumentární, spolu s Martinem Matějů, 2006; monografie Jan Špáta, 2007; encyklopedie Český film: Režiséři - dokumentaristé, 2009) a historie médií, zejména televizního vysílání u nás (1. 5. 1953 - Zahájení televizního vysílání. Zrození televizního národa, 2011; první souhrnná publikace v anglickém jazyce o dějinách Československé televize, které vydalo americké nakladatelství Bloomsbury Publishing Television and Totalitarianism in Czechoslovakia, 2019, spoluautor reprezentativní publikace České televize 70 let - stále spolu, 2023). Ve vlastním nakladatelství Malá Skála od roku 1999) vydává tzv. dokumentární literaturu.[zdroj?]
Odkaz svého děda, Ladislava Štolla reflektoval v textu Třicet let bojů s Ladislavem Štollem aneb jak s tím můžete žít? a zejména v osobním doslovu monografie Vojtěcha Čurdy pod názvem Autorita Ladislava Štolla v rodinném kontextu (2022). 

## Ocenění
Odměna Českého literárního fondu 1995 (Poutníci chaosem; Diplom Filmového festivalu slovanských a pravoslavných národů Minsk 1996 (Poutníci chaosem); Cena Nadace Patriae na Techfilmu 95 (Kdo si hraje, nezlobí); 3. místo na festivalu FAMU 96 (Kdo si hraje, nezlobí); 1. cena v kategorii edukativní pořady, MEFEVA Poděbrady 1996 (Svět drog); 1. cena Vládního výboru pro postižené občany ČR (1997) (Balet); Čestné uznání MEFEVA Poděbrady 1997 (Balet); Cena Hlávkovy nadace, Techfilm 2001, Hradec Králové (2000) (Praha jeviště vědy); Nominace na Cenu Jaromila Jireše 2010 (Český film: Režiséři-dokumentaristé); Slovník roku 2010 - 2. cena (Český film: Režiséři-dokumentaristé); Cena poroty Tourfilm Karlovy Vary 2012 (Cesta na Vostok), Cena E. E. Kische za knihu Ladislav Štoll (2023), a osobní ocenění: Cena děkana FAMU (1997) a Cena Hlávkovy nadace nejlepšímu studentovi FAMU (1997).[zdroj?]
Řadu cen získaly i dokumentární filmy, které dramaturgoval, za všechny Velká cena Academiafilmu Olomouc 2004 (Rachovský rajon, režie Tomáš Hodan, 2003), nominace na cenu ELSA 2004 (Mezi hvězdou a půlměsícem, režie Petr Bok, 2003), ELSA 2005 (seriál Alternativní kultura, režie Petr Slavík, 2005), Golden Remi Award Houston 2006 (Wichterle, režie Tomáš Kudrna, 2006), Prix Arte European Film Academy Documentary 2008 - pro nejlepší evropský dokument (René, režie Helena Třeštíková, 2008), Cena televize MDR za nejlepší východoevropský dokument a Healthy Workplaces Film Award na DOK Leipzig 2010 (Mlčeti zlato, režie Tomáš Kudrna, 2010).[zdroj?]